# Heinz Roschewski
Heinz Roschewski (né le 3 novembre 1919 à Zurich et mort le 20 mars 2010 à Berne), licencié en histoire (lic. phil.-hist.), est un journaliste, homme politique et historien suisse.
De 1943 à 1947 il travailla comme secrétaire de rédaction au journal social-démocrate saint-gallois « Volksstimme » et à partir de 1947 comme rédacteur et de 1954 à 1967 comme rédacteur en chef dans ce journal. De 1967 à 1984 il était rédacteur en chef de la division information de Radio DRS. De 1984 à 1988 il était président de la communauté juive de Berne.